# Lijst van voetbalinterlands Noorwegen - Zweden
Deze lijst van voetbalinterlands is een overzicht van alle officiële voetbalwedstrijden tussen de nationale teams van Noorwegen en Zweden. De landen hebben tot op heden 109 keer tegen elkaar gespeeld. De eerste ontmoeting was een vriendschappelijke wedstrijd en werd gespeeld in Göteborg op 12 juli 1908. Voor zowel Noorwegen als Zweden was dit hun eerste officiële interland. Het laatste duel, een groepswedstrijd tijdens de UEFA Nations League 2022/23, vond plaats op 12 juni 2022 in Oslo.

## Wedstrijden
| №   | Plaats      | Datum             | Competitie                  | Wedstrijd          | Uitslag |
| --- | ----------- | ----------------- | --------------------------- | ------------------ | ------- |
| 1   | Göteborg    | 12 juli 1908      | Vriendschappelijk           | Zweden − Noorwegen | 11 − 3  |
| 2   | Kristiania  | 11 september 1910 | Vriendschappelijk           | Noorwegen − Zweden | 0 − 4   |
| 3   | Stockholm   | 17 september 1911 | Vriendschappelijk           | Zweden − Noorwegen | 4 − 1   |
| 4   | Kristiania  | 16 juni 1912      | Vriendschappelijk           | Noorwegen − Zweden | 1 − 2   |
| 5   | Göteborg    | 3 november 1912   | Vriendschappelijk           | Zweden − Noorwegen | 4 − 2   |
| 6   | Stockholm   | 8 juni 1913       | Vriendschappelijk           | Zweden − Noorwegen | 9 − 0   |
| 7   | Kristiania  | 26 oktober 1913   | Vriendschappelijk           | Noorwegen − Zweden | 1 − 1   |
| 8   | Kristiania  | 28 juni 1914      | Vriendschappelijk           | Noorwegen − Zweden | 0 − 1   |
| 9   | Stockholm   | 25 oktober 1914   | Vriendschappelijk           | Zweden − Noorwegen | 7 − 0   |
| 10  | Kristiania  | 27 juni 1915      | Vriendschappelijk           | Noorwegen − Zweden | 1 − 1   |
| 11  | Stockholm   | 24 oktober 1915   | Vriendschappelijk           | Zweden − Noorwegen | 5 − 2   |
| 12  | Stockholm   | 2 juli 1916       | Vriendschappelijk           | Zweden − Noorwegen | 6 − 0   |
| 13  | Kristiania  | 1 oktober 1916    | Vriendschappelijk           | Noorwegen − Zweden | 0 − 0   |
| 14  | Helsingborg | 19 augustus 1917  | Vriendschappelijk           | Zweden − Noorwegen | 3 − 3   |
| 15  | Kristiania  | 16 september 1917 | Vriendschappelijk           | Noorwegen − Zweden | 0 − 2   |
| 16  | Stockholm   | 26 mei 1918       | Vriendschappelijk           | Zweden − Noorwegen | 2 − 0   |
| 17  | Kristiania  | 15 september 1918 | Vriendschappelijk           | Noorwegen − Zweden | 2 − 1   |
| 18  | Kristiania  | 29 juni 1919      | Vriendschappelijk           | Noorwegen − Zweden | 4 − 3   |
| 19  | Göteborg    | 14 september 1919 | Vriendschappelijk           | Zweden − Noorwegen | 1 − 5   |
| 20  | Kristiania  | 27 juni 1920      | Vriendschappelijk           | Noorwegen − Zweden | 0 − 3   |
| 21  | Stockholm   | 26 september 1920 | Vriendschappelijk           | Zweden − Noorwegen | 0 − 0   |
| 22  | Kristiania  | 19 juni 1921      | Vriendschappelijk           | Noorwegen − Zweden | 3 − 1   |
| 23  | Stockholm   | 18 september 1921 | Vriendschappelijk           | Zweden − Noorwegen | 0 − 3   |
| 24  | Stockholm   | 23 augustus 1922  | Vriendschappelijk           | Zweden − Noorwegen | 0 − 0   |
| 25  | Kristiania  | 24 september 1922 | Vriendschappelijk           | Noorwegen − Zweden | 0 − 5   |
| 26  | Kristiania  | 19 september 1923 | Vriendschappelijk           | Noorwegen − Zweden | 2 − 3   |
| 27  | Stockholm   | 21 september 1924 | Vriendschappelijk           | Zweden − Noorwegen | 6 − 1   |
| 28  | Oslo        | 23 augustus 1925  | Vriendschappelijk           | Noorwegen − Zweden | 3 − 7   |
| 29  | Stockholm   | 9 juni 1926       | Vriendschappelijk           | Zweden − Noorwegen | 3 − 2   |
| 30  | Oslo        | 26 juni 1927      | Vriendschappelijk           | Noorwegen − Zweden | 3 − 5   |
| 31  | Stockholm   | 7 juni 1928       | Vriendschappelijk           | Zweden − Noorwegen | 6 − 1   |
| 32  | Oslo        | 29 september 1929 | Vriendschappelijk           | Noorwegen − Zweden | 2 − 1   |
| 33  | Stockholm   | 6 juli 1930       | Vriendschappelijk           | Zweden − Noorwegen | 6 − 3   |
| 34  | Oslo        | 27 september 1931 | Vriendschappelijk           | Noorwegen − Zweden | 2 − 1   |
| 35  | Göteborg    | 1 juli 1932       | Vriendschappelijk           | Zweden − Noorwegen | 1 − 4   |
| 36  | Oslo        | 24 september 1933 | Vriendschappelijk           | Noorwegen − Zweden | 0 − 1   |
| 37  | Stockholm   | 1 juli 1934       | Vriendschappelijk           | Zweden − Noorwegen | 3 − 3   |
| 38  | Oslo        | 22 september 1935 | Vriendschappelijk           | Noorwegen − Zweden | 0 − 2   |
| 39  | Göteborg    | 5 juli 1936       | Vriendschappelijk           | Zweden − Noorwegen | 2 − 0   |
| 40  | Stockholm   | 26 juli 1936      | Vriendschappelijk           | Zweden − Noorwegen | 3 − 4   |
| 41  | Oslo        | 19 september 1937 | Vriendschappelijk           | Noorwegen − Zweden | 3 − 2   |
| 42  | Oslo        | 4 september 1938  | Vriendschappelijk           | Noorwegen − Zweden | 2 − 1   |
| 43  | Stockholm   | 2 oktober 1938    | Vriendschappelijk           | Zweden − Noorwegen | 2 − 3   |
| 44  | Stockholm   | 2 juni 1939       | Vriendschappelijk           | Zweden − Noorwegen | 3 − 2   |
| 45  | Kopenhagen  | 14 juni 1939      | Vriendschappelijk           | Noorwegen − Zweden | 1 − 0   |
| 46  | Oslo        | 17 september 1939 | Vriendschappelijk           | Noorwegen − Zweden | 2 − 3   |
| 47  | Stockholm   | 21 oktober 1945   | Vriendschappelijk           | Zweden − Noorwegen | 10 − 0  |
| 48  | Oslo        | 15 september 1946 | Vriendschappelijk           | Noorwegen − Zweden | 0 − 3   |
| 49  | Helsinki    | 28 juni 1947      | Vriendschappelijk           | Noorwegen − Zweden | 1 − 5   |
| 50  | Stockholm   | 5 oktober 1947    | Vriendschappelijk           | Zweden − Noorwegen | 4 − 1   |
| 51  | Oslo        | 19 september 1948 | Vriendschappelijk           | Noorwegen − Zweden | 3 − 5   |
| 52  | Stockholm   | 2 oktober 1949    | Vriendschappelijk           | Zweden − Noorwegen | 3 − 3   |
| 53  | Oslo        | 24 september 1950 | Vriendschappelijk           | Noorwegen − Zweden | 1 − 3   |
| 54  | Göteborg    | 30 september 1951 | Vriendschappelijk           | Zweden − Noorwegen | 3 − 4   |
| 55  | Oslo        | 5 oktober 1952    | Vriendschappelijk           | Noorwegen − Zweden | 1 − 2   |
| 56  | Stockholm   | 18 oktober 1953   | Vriendschappelijk           | Zweden − Noorwegen | 0 − 0   |
| 57  | Stockholm   | 7 juni 1954       | Vriendschappelijk           | Zweden − Noorwegen | 3 − 0   |
| 58  | Oslo        | 19 september 1954 | Vriendschappelijk           | Noorwegen − Zweden | 1 − 1   |
| 59  | Stockholm   | 25 september 1955 | Vriendschappelijk           | Zweden − Noorwegen | 1 − 1   |
| 60  | Oslo        | 16 september 1956 | Vriendschappelijk           | Noorwegen − Zweden | 3 − 1   |
| 61  | Turku       | 18 juni 1957      | Vriendschappelijk           | Noorwegen − Zweden | 0 − 0   |
| 62  | Stockholm   | 13 oktober 1957   | Vriendschappelijk           | Zweden − Noorwegen | 5 − 2   |
| 63  | Oslo        | 14 september 1958 | Vriendschappelijk           | Noorwegen − Zweden | 0 − 2   |
| 64  | Göteborg    | 18 oktober [1959  | Vriendschappelijk           | Zweden − Noorwegen | 6 − 2   |
| 65  | Oslo        | 18 september 1960 | Vriendschappelijk           | Noorwegen − Zweden | 3 − 1   |
| 66  | Göteborg    | 22 oktober 1961   | Vriendschappelijk           | Zweden − Noorwegen | 2 − 0   |
| 67  | Oslo        | 21 juni 1962      | EK 1964 kwalificatie        | Noorwegen − Zweden | 0 − 2   |
| 68  | Oslo        | 16 september 1962 | Vriendschappelijk           | Noorwegen − Zweden | 2 − 1   |
| 69  | Malmö       | 4 november 1962   | EK 1964 kwalificatie        | Zweden − Noorwegen | 1 − 1   |
| 70  | Stockholm   | 14 augustus 1963  | Vriendschapplijk            | Zweden − Noorwegen | 0 − 0   |
| 71  | Oslo        | 20 september 1964 | Vriendschappelijk           | Noorwegen − Zweden | 1 − 1   |
| 72  | Stockholm   | 31 oktober 1965   | Vriendschappelijk           | Zweden − Noorwegen | 0 − 0   |
| 73  | Oslo        | 18 september 1966 | Vriendschappelijk           | Noorwegen − Zweden | 2 − 4   |
| 74  | Oslo        | 3 september 1967  | EK 1968 kwalificatie        | Noorwegen − Zweden | 3 − 1   |
| 75  | Solna       | 5 november 1967   | EK 1968 kwalificatie        | Zweden − Noorwegen | 5 − 2   |
| 76  | Oslo        | 15 september 1968 | Vriendschappelijk           | Noorwegen − Zweden | 1 − 1   |
| 77  | Solna       | 9 oktober 1968    | WK 1970 kwalificatie        | Zweden − Noorwegen | 5 − 0   |
| 78  | Göteborg    | 1 juni 1969       | Vriendschappelijk           | Zweden − Noorwegen | 4 − 2   |
| 79  | Oslo        | 19 juni 1969      | WK 1970 kwalificatie        | Noorwegen − Zweden | 2 − 5   |
| 80  | Oslo        | 19 september 1970 | Vriendschappelijk           | Noorwegen − Zweden | 2 − 4   |
| 81  | Malmö       | 8 augustus 1971   | Vriendschappelijk           | Zweden − Noorwegen | 3 − 0   |
| 82  | Oslo        | 17 september 1972 | Vriendschappelijk           | Noorwegen − Zweden | 1 − 3   |
| 83  | Göteborg    | 8 augustus 1974   | Vriendschappelijk           | Zweden − Noorwegen | 2 − 1   |
| 84  | Solna       | 30 juni 1975      | EK 1976 kwalificatie        | Zweden − Noorwegen | 3 − 1   |
| 85  | Oslo        | 13 augustus 1975  | EK 1976 kwalificatie        | Noorwegen − Zweden | 0 − 2   |
| 86  | Solna       | 16 juni 1976      | WK 1978 kwalificatie        | Zweden − Noorwegen | 2 − 0   |
| 87  | Oslo        | 22 september 1976 | Vriendschappelijk           | Noorwegen − Zweden | 3 − 2   |
| 88  | Göteborg    | 26 mei 1977       | Vriendschappelijk           | Zweden − Noorwegen | 1 − 0   |
| 89  | Oslo        | 7 september 1977  | WK 1978 kwalificatie        | Noorwegen − Zweden | 2 − 1   |
| 90  | Göteborg    | 28 juni 1979      | Vriendschappelijk           | Zweden − Noorwegen | 2 − 0   |
| 91  | Oslo        | 15 augustus 1979  | Vriendschappelijk           | Noorwegen − Zweden | 2 − 0   |
| 92  | Oslo        | 11 augustus 1982  | Vriendschappelijk           | Noorwegen − Zweden | 1 − 0   |
| 93  | Göteborg    | 22 mei 1985       | Vriendschappelijk           | Zweden − Noorwegen | 1 − 0   |
| 94  | Oslo        | 12 augustus 1987  | Vriendschappelijk           | Noorwegen − Zweden | 0 − 0   |
| 95  | Stavanger   | 22 augustus 1990  | Vriendschappelijk           | Noorwegen − Zweden | 1 − 2   |
| 96  | Oslo        | 8 augustus 1991   | Vriendschappelijk           | Noorwegen − Zweden | 1 − 2   |
| 97  | Oslo        | 26 augustus 1992  | Vriendschappelijk           | Noorwegen − Zweden | 2 − 2   |
| 98  | Solna       | 5 juni 1994       | Vriendschappelijk           | Zweden − Noorwegen | 2 − 0   |
| 99  | La Manga    | 4 februari 2000   | Vriendschappelijk           | Noorwegen − Zweden | 1 − 1   |
| 100 | Oslo        | 17 april 2002     | Vriendschappelijk           | Noorwegen − Zweden | 0 − 0   |
| 101 | Hongkong    | 22 januari 2004   | Vriendschappelijk           | Zweden − Noorwegen | 0 − 3   |
| 102 | Solna       | 8 juni 2005       | Vriendschappelijk           | Zweden − Noorwegen | 2 − 3   |
| 103 | Solna       | 14 augustus 2013  | Vriendschappelijk           | Zweden − Noorwegen | 4 − 2   |
| 104 | Oslo        | 8 juni 2015       | Vriendschappelijk           | Noorwegen − Zweden | 0 − 0   |
| 105 | Oslo        | 13 juni 2017      | Vriendschappelijk           | Noorwegen − Zweden | 1 − 1   |
| 106 | Oslo        | 26 maart 2019     | EK 2020 kwalificatie        | Noorwegen − Zweden | 3 − 3   |
| 107 | Solna       | 8 september 2019  | EK 2020 kwalificatie        | Zweden − Noorwegen | 1 − 1   |
| 108 | Solna       | 5 juni 2022       | UEFA Nations League 2022/23 | Zweden – Noorwegen | 1 – 2   |
| 109 | Oslo        | 12 juni 2022      | UEFA Nations League 2022/23 | Noorwegen − Zweden | 3 − 2   |

## Samenvatting
| Competitie          | Totaal gespeeld | Winst Noorwegen | Gelijk | Winst Zweden | Doelsaldo Noorwegen – Zweden |
| ------------------- | --------------- | --------------- | ------ | ------------ | ---------------------------- |
| WK-kwalificatie     | 4               | 1               | 0      | 3            | 4 − 13                       |
| EK-kwalificatie     | 8               | 1               | 3      | 4            | 11 − 18                      |
| UEFA Nations League | 2               | 2               | 0      | 0            | 5 − 3                        |
| Vriendschappelijk   | 95              | 22              | 22     | 51           | 132 − 242                    |
| Totaal              | 109             | 26              | 25     | 58           | 152 − 276                    |

## Details

### Eerste ontmoeting
| Vriendschappelijk (Göteborg, Zweden, 12 juli 1908): |              | |
| Zweden | 11 – 3       | Noorwegen |
| Karl Gustafsson 14' Erik Börjesson 24' Erik Bergström 27' Erik Bergström 29' Erik Bergström 44' Erik Börjesson 60' Hans Lindman 63' Erik Börjesson 75' Karl Gustafsson 79' Erik Börjesson 86' Erik Bergström 89' | goals        | 1' Minotti Bøhn 45' Hans Endrerud 66' Minotti Bøhn |
| Christian Kornerup | bondscoach   | Selectiecommissie |
| Ove Erickson Theodor Malm Nils Andersson Sven Olsson Hans Lindman Thor Ericsson Erik Bergström Erik Börjesson Karl Gustafsson Karl Ansén Gustav Bergström                                                        | opstellingen | Sverre Lie Macken Aas Wilhelm Brekke Harald Johansen Paul Hauman Arvid Arisholm Fridthjof Skonnord Victor Nysted Hans Endrerud Minotti Bøhn Tryggve Gran |
| - Eerste officiële interland van Noorwegen en Zweden uit de geschiedenis. |              | |

### 93ste ontmoeting
| Vriendschappelijk (Göteborg, Zweden, 22 mei 1985):                                |       |           |
| Zweden                                                                            | 1 – 0 | Noorwegen |
| Robert Prytz 86' (pen.)                                                           | goals |           |
| - Debuut van Trond Sollied en Gøran Sørloth (beiden Rosenborg BK) voor Noorwegen. |       |           |

### 95ste ontmoeting
| Vriendschappelijk (Stavanger, Noorwegen, 22 augustus 1990): |       |                                       |
| Noorwegen                                                   | 1 – 2 | Zweden                                |
| Per Egil Ahlsen 3' (pen.)                                   | goals | 40' Leif Engqvist 74' Jens Fjellström |

### 99ste ontmoeting
| Vriendschappelijk (La Manga del Mar Menor, Spanje, 4 februari 2000): |              | |
| Noorwegen | 1 – 1        | Zweden |
| John Carew 83' | goals        | 87' (pen.) Anders Andersson |
| Nils Johan Semb | bondscoach   | Tommy Söderberg |
| Morten Bakke Mike Kjølø Roger Nilsen Bjørn Otto Bragstad André Bergdølmo Roar Strand Bent Skammelsrud Ørjan Berg 90' John Carew Andreas Lund 83' Ole Martin Årst 81'                                                                          | opstellingen | Dime Jankulovski 46' Roland Nilsson Kléber Saarenpää Michael Svensson 72' Teddy Lučić Anders Andersson 80' Mattias Jonson 78' Anders Svensson Magnus Svensson Andreas Andersson 87' Marcus Allbäck |
| Jan Frode Nornes 81' Jostein Flo 83' Ståle Solbakken 90' | wissels      | 46' Pontus Kåmark 72' Karl Corneliusson 78' Jonas Wallerstedt 80' Tobias Linderoth 87' Michael Hansson                                                                                             |
| Roar Strand | gele kaarten | 30' Anders Svensson |
| - Debuut van Morten Bakke (Molde FK), Mike Kjølø (Stabæk IF) en Jan Frode Nornes (Odd Grenland) voor Noorwegen. - Debuut van Dime Jankulovski (Västra Frölunda), Karl Corneliusson (AIK Solna) en Michael Hansson (Helsingborgs) voor Zweden. |              | |

### 100ste ontmoeting
| Vriendschappelijk (Oslo, Noorwegen, 17 april 2002): |              | |
| Noorwegen | 0 – 0        | Zweden |
| | goals        | |
| Nils Johan Semb | bondscoach   | Tommy Söderberg en Lars Lagerbäck |
| Thomas Myhre Christer Basma 58' Henning Berg 67' Erik Hoftun André Bergdølmo Øyvind Leonhardsen 67' Steffen Iversen Trond Andersen John Arne Riise 90' Ole Gunnar Solskjær 67' John Carew 67' | opstellingen | Magnus Kihlstedt Olof Mellberg 73' Johan Mjällby Michael Svensson 46' Teddy Lučić 73' Niclas Alexandersson Tobias Linderoth 73' Marcus Lantz 46' Fredrik Ljungberg 73' Henrik Larsson 73' Marcus Allbäck |
| Eirik Bakke 58' Bård Borgersen 67' Jan Derek Sørensen 67' Roar Strand 67' Tore André Flo 67' Thomas Pereira 90'                                                                               | wissels      | 46' Tomas Antonelius 46' Magnus Svensson 73' Andreas Jakobsson 73' Andreas Andersson 73' Daniel Andersson 73' Zlatan Ibrahimović 73' Stefan Selakovic                                                    |
| | gele kaarten | 82' Tobias Linderoth |

### 101ste ontmoeting
| Vriendschappelijk (Hongkong, 22 januari 2004): |              | |
| Noorwegen | 3 – 0        | Zweden |
| Frode Johnsen 45' Håvard Flo 55' Håvard Flo 62' | goals        | |
| Åge Hareide | bondscoach   | Tommy Söderberg en Lars Lagerbäck |
| Terje Skjeldestad Jon Inge Høiland Vidar Riseth Brede Hangeland Ståle Stensaas Jan Gunnar Solli 84' Magne Hoset 84' Jan Derek Sørensen Frode Johnsen Harald Brattbakk 57' Håvard Flo 76'                                        | opstellingen | Andreas Isaksson Alexander Östlund Mikael Antonsson Max von Schleebrügge Christoffer Andersson Mikael Nilsson Johan Arneng Martin Ericsson 59' Mats Rubarth Niklas Skoog Andreas Johansson |
| Karl Oskar Fjørtoft 57' Anders Stadheim 76' Ardian Gashi 84' Pa-Modou Kah 84' | wissels      | 59' Lars Nilsson |
| - Debuut van Jon Inge Høiland, Terje Skjeldestad, Ardian Gashi, Karl Oskar Fjørtoft en Anders Stadheim voor Noorwegen. - Debuut van Mikael Antonsson, Johan Arneng, Martin Ericsson, Mats Rubarth en Lasse Nilsson voor Zweden. |              | |

### 102de ontmoeting
| Vriendschappelijk (Solna, Zweden, 8 juni 2005): |       |                                                               |
| Zweden                                          | 2 – 3 | Noorwegen                                                     |
| Kim Källström 16' Johan Elmander 68'            | goals | 60' John Arne Riise 64' Thorstein Helstad 65' Steffen Iversen |

NFF · A-internationals · Selecties · Bondscoaches · Noors vrouwenelftal · Olympisch elftal · Noorwegen U21 · Noorwegen U20 · Noorwegen U19 · Noorwegen U18 · Noorwegen U17 · Noorwegen U16 · Vrouwen U17
1908 – 1919 ·
1920 – 1929 ·
1930 – 1939 ·
1940 – 1949 ·
1950 – 1959 ·
1960 – 1969 ·
1970 – 1979 ·
1980 – 1989 ·
1990 – 1999 ·
2000 – 2009 ·
2010 – 2019 ·
2020 − 2029
EK 2000
WK 1938 ·
WK 1994 ·
WK 1998
OS 1912 · 
OS 1920 · 
OS 1936 · 
OS 1952 · 
OS 1984
1908 ·
1909 ·
1910 ·
1911 ·
1912 · 
1913 · 
1914 · 
1915 · 
1916 · 
1917 · 
1918 · 
1919 · 
1920 · 
1921 · 
1922 · 
1923 · 
1924 · 
1925 · 
1926 · 
1927 · 
1928 · 
1929 · 
1930 · 
1931 · 
1932 · 
1933 · 
1934 · 
1935 · 
1936 · 
1937 · 
1938 · 
1939 · 
1940 – 1944 · 
1945 · 
1946 · 
1947 · 
1948 · 
1949 · 
1950 · 
1952 · 
1952 · 
1953 · 
1954 · 
1955 · 
1956 · 
1957 · 
1958 · 
1959 · 
1960 · 
1961 · 
1962 · 
1963 · 
1964 · 
1965 · 
1966 · 
1967 · 
1968 · 
1969 · 
1970 · 
1971 · 
1972 · 
1973 · 
1974 · 
1975 · 
1976 · 
1977 · 
1978 · 
1979 · 
1980 · 
1981 · 
1982 · 
1983 · 
1984 · 
1985 · 
1986 · 
1987 · 
1988 · 
1989 · 
1990 ·
1991 · 
1992 · 
1993 · 
1994 · 
1995 · 
1996 · 
1997 · 
1998 · 
1999 · 
2000 · 
2001 · 
2002 · 
2003 · 
2004 · 
2005 · 
2006 · 
2007 · 
2008 · 
2009 · 
2010 · 
2011 · 
2012 · 
2013 · 
2014 · 
2015 · 
2016 · 
2017 · 
2018 ·
2019 ·
2020 ·
2021 ·
2022 ·
2023 ·
2024
Albanië ·
Argentinië ·
Armenië ·
Australië ·
Azerbeidzjan ·
Bahrein ·
België ·
Bermuda ·
Bosnië en Herzegovina ·
Brazilië ·
Bulgarije ·
China ·
Colombia ·
Costa Rica ·
Cyprus ·
Denemarken ·
DDR ·
Duitsland ·
Egypte ·
Engeland ·
Estland ·
Faeröer ·
Finland ·
Frankrijk ·
Georgië ·
Ghana ·
Gibraltar ·
Grenada ·
Griekenland ·
Guatemala ·
Honduras ·
Hongarije ·
Hongkong ·
Ierland ·
IJsland ·
Israël ·
Italië ·
Jamaica ·
Japan ·
Joegoslavië ·
Jordanië ·
Kameroen ·
Kazachstan ·
Koeweit ·
Kosovo ·
Kroatië ·
Letland ·
Litouwen ·
Luxemburg ·
Malta ·
Marokko ·
Mexico ·
Moldavië ·
Montenegro ·
Nederland ·
Nieuw-Zeeland ·
Nigeria ·
Noord-Ierland ·
Noord-Korea ·
Noord-Macedonië ·
Oekraïne ·
Oman ·
Oostenrijk ·
Panama ·
Paraguay ·
Polen ·
Portugal ·
Qatar ·
Roemenië ·
Rusland ·
Saarland ·
San Marino ·
Saoedi-Arabië ·
Schotland ·
Senegal ·
Servië ·
Servië en Montenegro ·
Singapore ·
Slovenië ·
Slowakije ·
Sovjet-Unie ·
Spanje ·
Thailand ·
Trinidad en Tobago ·
Tsjechië ·
Tsjecho-Slowakije ·
Tunesië ·
Turkije ·
Uruguay ·
Verenigde Arabische Emiraten ·
Verenigde Staten ·
Verenigd Koninkrijk ·
Wales ·
Wit-Rusland ·
Zuid-Afrika ·
Zuid-Korea ·
Zweden ·
Zwitserland
SvFF · A-internationals · Selecties · Bondscoaches · Zweeds vrouwenelftal · Olympisch elftal · Zweden U21 · Zweden U20 · Zweden U19 · Zweden U18 · Zweden U17 · Zweden U16 · Vrouwen U17
1908 – 1919 ·
1920 – 1929 ·
1930 – 1939 ·
1940 – 1949 ·
1950 – 1959 ·
1960 – 1969 ·
1970 – 1979 ·
1980 – 1989 ·
1990 – 1999 ·
2000 – 2009 ·
2010 – 2019 ·
2020 − 2029
EK 1960 · 
EK 1964 · 
EK 1968 · 
EK 1972 · 
EK 1976 · 
EK 1980 · 
EK 1984 · 
EK 1988 · 
EK 1992 ·
EK 1996 · 
EK 2000 ·
EK 2004 ·
EK 2008 ·
EK 2012 · 
EK 2016 · 
EK 2020
WK 1930 · 
WK 1934 ·
WK 1938 ·
WK 1950 ·
WK 1954 · 
WK 1958 ·
WK 1962 · 
WK 1966 · 
WK 1970 ·
WK 1974 ·
WK 1978 ·
WK 1982 · 
WK 1986 · 
WK 1990 ·
WK 1994 ·
WK 1998 · 
WK 2002 ·
WK 2006 ·
WK 2010 · 
WK 2014 · 
WK 2018
OS 1908 · 
OS 1912 · 
OS 1920 · 
OS 1924 · 
OS 1928 · 
OS 1932 · 
OS 1936 · 
OS 1948 · 
OS 1952 · 
OS 1956 · 
OS 1964 · 
OS 1968 · 
OS 1972 · 
OS 1976 · 
OS 1980 · 
OS 1984 · 
OS 1988 · 
OS 1992 · 
OS 1996 · 
OS 2000 · 
OS 2004 · 
OS 2008 · 
OS 2012 · 
OS 2016
1908 · 
1909 · 
1910 · 
1911 · 
1912 · 
1913 · 
1914 · 
1915 · 
1916 · 
1917 · 
1918 · 
1919 · 
1920 · 
1921 · 
1922 · 
1923 · 
1924 · 
1925 · 
1926 · 
1927 · 
1928 · 
1929 · 
1930 · 
1931 · 
1932 · 
1933 · 
1934 · 
1935 · 
1936 · 
1937 · 
1938 · 
1939 · 
1940 ·
1941 ·
1942 ·
1943 ·
1944  ·
1945 · 
1946 · 
1947 · 
1948 · 
1949 · 
1950 · 
1952 · 
1952 · 
1953 · 
1954 · 
1955 · 
1956 · 
1957 · 
1958 · 
1959 ·
1960 · 
1961 · 
1962 · 
1963 · 
1964 · 
1965 · 
1966 · 
1967 · 
1968 · 
1969 ·
1970 · 
1971 · 
1972 · 
1973 · 
1974 · 
1975 · 
1976 · 
1977 · 
1978 · 
1979 ·
1980 · 
1981 · 
1982 · 
1983 · 
1984 · 
1985 · 
1986 · 
1987 · 
1988 · 
1989 · 
1990 · 
1991 · 
1992 · 
1993 · 
1994 · 
1995 · 
1996 · 
1997 · 
1998 · 
1999 · 
2000 · 
2001 · 
2002 · 
2003 · 
2004 · 
2005 · 
2006 · 
2007 · 
2008 · 
2009 · 
2010 · 
2011 · 
2012 · 
2013 · 
2014 · 
2015 · 
2016 · 
2017 · 
2018 ·
2019 ·
2020 ·
2021
Albanië ·
Algerije ·
Argentinië ·
Armenië ·
Australië ·
Azerbeidzjan ·
Bahrein ·
Barbados ·
België ·
Bosnië en Herzegovina ·
Botswana ·
Brazilië ·
Bulgarije ·
Chili ·
China ·
Colombia ·
Costa Rica ·
Cuba ·
Cyprus ·
DDR ·
Denemarken ·
Duitsland ·
Ecuador ·
Egypte ·
Engeland ·
Estland ·
Faeröer ·
Finland ·
Frankrijk ·
Georgië ·
Griekenland ·
Hongarije ·
Ierland ·
IJsland ·
Iran ·
Israël ·
Italië ·
Ivoorkust ·
Jamaica ·
Japan ·
Joegoslavië ·
Jordanië ·
Kameroen ·
Kazachstan ·
Kosovo ·
Kroatië ·
Letland ·
Liechtenstein ·
Litouwen ·
Luxemburg ·
Maleisië ·
Malta ·
Mexico ·
Moldavië ·
Montenegro ·
Nederland ·
Nieuw-Zeeland ·
Nigeria ·
Noord-Ierland ·
Noord-Korea ·
Noord-Macedonië ·
Noorwegen ·
Oekraïne ·
Oezbekistan ·
Oman ·
Oostenrijk ·
Paraguay ·
Peru ·
Polen ·
Portugal ·
Qatar ·
Roemenië ·
Rusland ·
San Marino ·
Saoedi-Arabië ·
Schotland ·
Senegal ·
Servië ·
Singapore ·
Slovenië ·
Slowakije ·
Sovjet-Unie ·
Spanje ·
Syrië ·
Thailand ·
Trinidad en Tobago ·
Tsjechië ·
Tsjecho-Slowakije ·
Tunesië ·
Turkije ·
Uruguay ·
Venezuela ·
Verenigde Arabische Emiraten ·
Verenigde Staten ·
Verenigd Koninkrijk ·
Wales ·
Wit-Rusland ·
Zuid-Afrika ·
Zuid-Korea ·
Zwitserland
Brazilië (1958) ·
Duitsland (2006) ·
Duitsland (2018) ·
Engeland (2006) ·
Engeland (2012) ·
Engeland (2018) ·
Frankrijk (2012) ·
Griekenland (2008) ·
Ierland (2016) ·
Italië (2016) ·
Mexico (2018) ·
Oekraïne (2012) ·
Oekraïne (2021) ·
Paraguay (2006) ·
Polen (2021) ·
Rusland (2008) ·
Slowakije (2021) ·
Spanje (2008) ·
Spanje (2021) ·
Trinidad en Tobago (2006) ·
Zuid-Korea (2018) ·
Zwitserland (2018)